# Arthur Middleton
Arthur Middleton (Charleston, 26 giugno 1742 – Charleston, 1º gennaio 1787) è stato un politico statunitense, padre fondatore degli Stati Uniti, delegato al Secondo congresso continentale per la Carolina del Sud e firmatario della Dichiarazione d'indipendenza.

## Biografia
Nacque a Charleston, nella provincia della Carolina del Sud, nel 1742. I genitori erano Henry Middleton e Mary Baker Williams, entrambi di discendenza inglese; studiò nel Regno Unito presso la Harrow School, Westminster School e Trinity Hall. Studiò legge a Middle Temple e viaggiò frequentemente in Europa, dove si sviluppò il suo gusto per la letteratura, la musica e l'arte. Nel 1764 Arthur e la moglie Mary Izard si stabilirono presso Middleton Place.
Profondamente interessato alla Carolina, Middleton fu un pensatore più radicale del padre; fu capo del Partito Americano in Carolina e uno dei più importanti membri del Comitato sulla Sicurezza e dei Comitati segreti. Nel 1776 Middleton fu eletto per succedere al padre al Congresso continentale, e in seguito fu uno dei firmatari della Dichiarazione d'indipendenza. Sempre nel 1776, lui e William Henry Drayton disegnarono il Gran Sigillo della Carolina del Sud. Il suo atteggiamento verso i lealisti fu definito spietato, in contrasto con altri patrioti della Carolina del Sud come Francis Marion che cercarono di riconciliarsi con i lealisti dopo la fine della guerra.
Durante la guerra d'indipendenza americana Middleton si arruolò nella difesa di Charleston. Dopo la caduta in mano ai britannici del 1780, fu inviato come prigioniero di guerra a St. Augustine in Florida, insieme a Edward Rutledge e Thomas Heyward Jr., fino allo scambio di prigionieri avvenuto nel luglio dell'anno successivo.

## Morte

Stemma di Arthur Middleton

Middleton morì il 1º gennaio 1797 all'età di 44 anni e fu sepolto nella tomba di famiglia nei giardini di Middleton Place. Il necrologio sulla State Gazette of South-Carolina lo descrive come "tenero marito e genitore, maestro di umanità, patriota costante e incrollabile, gentiluomo e studioso". La piantagione passò al figlio maggiore Henry, che in seguito divenne governatore della Carolina del Sud, delegato alla Camera dei rappresentanti degli Stati Uniti d'America e ministro per la Russia.
Middleton è antenato dell'attore Charles B. Middleton, che recitò nel ruolo di Ming lo spietato nei film di Flash Gordon negli anni '30. Il genero di Middleton fu il deputato al Congresso Daniel Elliott Huger, che fu a sua volta ascendente del generale confederato Arthur Middleton Manigault. La sorella di Middleton, Susannah, fu antenata di Baldur von Schirach, leader della Gioventù hitleriana e in seguito governatore ("Gauleiter" o "Reichsstatthalter") del Reichsgau Vienna, che fu incriminato per crimini contro l'umanità al processo di Norimberga.

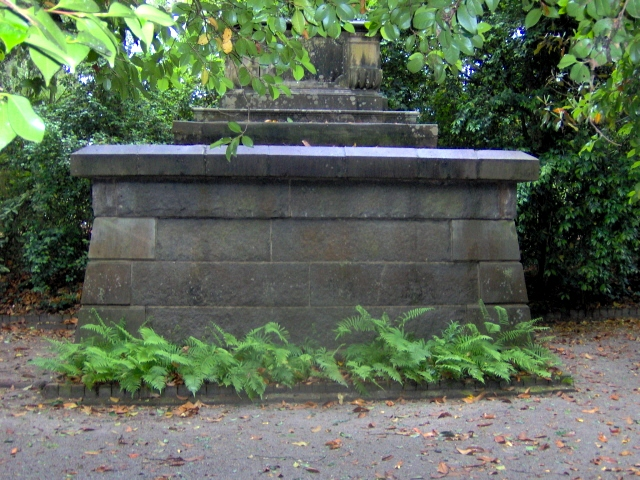
Tomba di Arthur Middleton presso Middleton Place

La nave della marina statunitense USS Arthur Middleton (AP-55/APA-25) è intitolata a lui.